# Ахмат (футбольний клуб)
«Ахмат» (рос. «Ахмат») — російський футбольний клуб з міста Грозний. Виступає у Російській Прем'єр-Лізі. Офіційна дата заснування — 1946 рік.
Колишні назви: «Динамо» (1946—1948), «Нафтовик» (1948—1958), «Терек» (1958—2017).

## Фінансування
Клуб фінансується та керується Рамзаном Кадировим.
10 грудня США запровадили фінансові санкції до ФК «Ахмат» через порушення прав людини та злочини в Чечні, здійснені Кадировим. В рамках цих санкцій, зокрема, відеохостинг YouTube заблокував канал цього клубу.
З 2021 року спонсором команди є українська бетінгова компанія Parimatch.

## Поточний склад
Станом на 31 травня 2021

| №  | Поз. | Нац.                 | Гравець                                                |
| -- | ---- | -------------------- | ------------------------------------------------------ |
| 4  | ЗХ   | Боснія і Герцеговина | Дарко Тодорович (орендований у «Ред Булл» (Зальцбург)) |
| 5  | ЗХ   | Боснія і Герцеговина | Мілош Шатара                                           |
| 7  | ПЗ   | Косово               | Бернард Беріша (капітан)                               |
| 8  | ЗХ   | Сербія               | Мирослав Богосавац                                     |
| 9  | НП   | Росія                | Ідріс Умаєв                                            |
| 10 | ПЗ   | Росія                | Халід Кадиров                                          |
| 11 | ПЗ   | Росія                | Лечі Садулаєв                                          |
| 13 | НП   | Буркіна-Фасо         | Мохамед Конате                                         |
| 15 | ЗХ   | Росія                | Андрій Семенов                                         |
| 20 | ЗХ   | Хорватія             | Зоран Нижич                                            |
| 23 | ПЗ   | Росія                | Антон Швець                                            |
| 25 | ПЗ   | Росія                | Олександр Трошечкін                                    |

| №  | Поз. | Нац.      | Гравець                     |
| -- | ---- | --------- | --------------------------- |
| 40 | ЗХ   | Росія     | Різван Уциєв (віце-капітан) |
| 42 | ВР   | Росія     | Олександр Меліхов           |
| 59 | ПЗ   | Росія     | Євген Харін                 |
| 77 | НП   | Росія     | Гамід Агаларов              |
| 79 | ЗХ   | Росія     | Турпал-Алі Ібішев           |
| 88 | ВР   | Росія     | Гіоргі Шелія                |
| 90 | НП   | Росія     | Іслам Альсултанов           |
| 92 | ПЗ   | Росія     | Абубакар Іналкаєв           |
| 94 | ПЗ   | Росія     | Артем Тимофєєв              |
| 96 | ЗХ   | Казахстан | Марат Бистров               |
|    | ЗХ   | Росія     | Микита Кармаєв              |
|    | НП   | Росія     | Ілля Мосейчук               |

### В оренді
| № | Поз. | Нац.   | Гравець                                                  |
| - | ---- | ------ | -------------------------------------------------------- |
|   | ПЗ   | Росія  | Амір Адуєв (в «Шахтарі» (Караганда) до грудня 2022 року) |
|   | ПЗ   | Польща | Конрад Михаляк (в «Коньяспорі» до червня 2022 року)      |

| № | Поз. | Нац.    | Гравець                                                    |
| - | ---- | ------- | ---------------------------------------------------------- |
|   | НП   | Румунія | Габріель Янку (в «Фарулі» (Констанца) до червня 2022 року) |

## Досягнення
Володар Кубка Росії (1): 2003/04.